# Ajay Banga
Ajaypal Singh Banga, noto come Aiay Banga (Pune, 10 novembre 1959), è un banchiere indiano naturalizzato statunitense nominato il 23 febbraio 2023 dal presidente degli Stati Uniti Joe Biden alla guida della Banca mondiale. Dal 2022 al 2023 è stato presidente di Exor (holding finanziaria della famiglia Agnelli),. Prima della nomina, è stato anche vice presidente di General Atlantic dal gennaio 2022 e presidente della Partnership pubblico-privata per l'America centrale con la vicepresidente degli Stati Uniti Kamala Harris.
È stato presidente esecutivo di Mastercard dopo avere ricoperto in precedenza gli incarichi di presidente e CEO della società dal luglio 2010 sino al dicembre 2020.
Banga è l'ex presidente dell'US-India Business Council (USIBC) che rappresenta più di 300 delle più grandi società internazionali che investono in India e presidente della Camera di commercio internazionale. È anche membro del consiglio di amministrazione della Dow Chemical Company e membro dell'International Business Council del World Economic Forum.

## Biografia
Banga è nato nel novembre 1959 nel cantone Khadki di Pune, nello stato di Bombay, in India (ora nel Maharashtra) in una famiglia sikh, dove era distaccato suo padre, un ufficiale dell'esercito. La sua famiglia è originaria di Jalandhar, Punjab. Suo padre, Harbhajan Singh Banga, è un tenente generale in pensione. È il fratello minore di M.S. Banga.
Banga ha frequentato scuole in tutta l'India, successivamente a Secunderabad, Jalandhar, Delhi, Ahmedabad, prima di finire gli studi a Shimla. Si è poi laureato in economia presso il St. Stephen's College, Delhi, e quindi ha preso un master Management presso l'Indian Institute of Management, Ahmedabad.
Banga è stato naturalizzato cittadino statunitense nel 2007.

## Carriera aziendale
Ha iniziando la sua carriera lavorativa con Nestlé nel 1981, trascorrendo i successivi 13 anni in diversi ruoli, dalle vendite al marketing e alla gestione generale. Successivamente Banga è entrato a far parte di PepsiCo ed è stato coinvolto nel lancio dei suoi franchising internazionali di fast food in India mentre l'economia veniva liberalizzata.
Nel periodo dal 2005 alla metà del 2009, ha guidato la strategia di Citi nel settore della microfinanza in tutto il mondo. Nel luglio 2010 Banga è diventato presidente e CEO di Mastercard dopo esserne stato in precedenza COO. È entrato anche nel consiglio di amministrazione dell'azienda, subentrando a Robert W. Selander che era stato il responsabile dal marzo 1997. Nel 2020 Banga è stato eletto presidente della Camera di commercio internazionale (ICC) succedendo a Paul Polman. In precedenza è stato primo vicepresidente dell'ICC da giugno 2018.